# Liste der Monuments historiques in Montpothier
Die Liste der Monuments historiques in Montpothier führt die Monuments historiques in der französischen Gemeinde Montpothier auf.

## Liste der Immobilien
| Bezeichnung                 | Beschreibung                                                                        | Standort                      | Kennzeichnung | Schutzstatus | Datum | Bild |
| --------------------------- | ----------------------------------------------------------------------------------- | ----------------------------- | ------------- | ------------ | ----- | ---- |
| Templerkommende von Fresnoy | Ende des 12. Jahrhunderts erbaut; in der Kapelle Wandmalereien des 14. Jahrhunderts | nordwestlich des Ortes (Lage) | PA00078160    | Classé       | 1994  |      |

## Liste der Objekte
| Bezeichnung                                   | Beschreibung | Standort                                     | Kennzeichnung | Schutzstatus | Datum | Bild |
| --------------------------------------------- | --- | -------------------------------------------- | ------------- | ------------ | ----- | ---- |
| Hauptaltar                                    | Altartisch, Tabernakel und Retabel; Holz, farbig gefasst und vergoldet, bezeichnet 1677; zugehörig PM10004036 und PM10001293 | in der Kirche Assomption-de-la-Vierge (Lage) | PM10001292    | Classé       | 1980  |      |
| Skulptur Madonna mit Kind                     | Kalkstein, farbig gefasst, 15. Jahrhundert                                                                                   | in der Kirche Assomption-de-la-Vierge (Lage) | PM10001293    | Classé       |       |      |
| Skulptur Heiliger Lupus von Sens              | Kalkstein, farbig gefasst, 17. Jahrhundert                                                                                   | in der Kirche Assomption-de-la-Vierge (Lage) | PM10004036    | Inscrit      | 1980  |      |
| Kruzifix                                      | Holz, 18. Jahrhundert | in der Kirche Assomption-de-la-Vierge (Lage) | PM10004038    | Inscrit      | 2001  |      |
| Chorschranke                                  | Schmiedeeisen, bezeichnet 1786                                                                                               | in der Kirche Assomption-de-la-Vierge (Lage) | PM10004037    | Inscrit      | 1980  |      |
| Zwei Gemälde: Mariä Himmelfahrt und Gottvater | Ölfarbe auf Leinwand, 1824 von Victor Crété                                                                                  | in der Kirche Assomption-de-la-Vierge (Lage) | PM10003196    | Classé       | 1980  |      |